# Étoile de Gallipoli
La médaille de guerre ottomane  (turc ottoman : حرب مدالیه سی, turc : Harp Madalyası), aussi appelée Étoile de Gallipoli ou Croissant de fer est une décoration militaire de l'Empire ottoman instituée en 1915 par Mehmed V. Elle fut décernée à tous les combattants des empires centraux ayant servi dans l'Empire ottoman.

## Port
Elle se portait sur la poche droite en tenue de cérémonie, sur le second bouton de la vareuse en tenue de tous les jours. Elle pouvait aussi se porter sur la poitrine à gauche chez les militaires qui portaient déjà la croix de fer qui lui était supérieure pour eux. La barrette ne se portait généralement pas.

## Barrettes
- Gallipoli
- Gaza
- Suez
- Kut-el-Amara
- Sanatorium